# HD129174
HD129174 (π1 Волопаса) — хімічно пекулярна зоря спектрального класу
B9 й має  видиму зоряну величину в смузі V приблизно  4,9.
Вона знаходиться у сузір'ї Волопаса й розташована на відстані близько 317,3 світлових років від Сонця.

## Пекулярний хімічний склад
HD129174 належить до ртутно-манганових зір й її зоряна атмосфера має підвищений вміст Hg та Mn.

## Магнітне поле
Спектр даної зорі вказує на наявність магнітного поля у її зоряній атмосфері.
Напруженість повздовжної компоненти поля оціненої з аналізу
наявних ліній металів
становить  118,6± 246,6 Гаус.